# Przejście graniczne Chworościany-Dubnica
Przejście graniczne Chworościany-Dubnica – planowane, polsko-białoruskie drogowe przejście graniczne. Jest ono położone w województwie podlaskim, w powiecie sokólskim, w gminie Nowy Dwór.
Utworzenie tego przejścia granicznego znajduje się w zakresie prac Polsko-Białoruskiej Międzyrządowej Komisji Koordynacyjnej ds. Współpracy Transgranicznej. Ustalenia komisji po spotkaniu w Kamieńcu w obwodzie brzeskim na Białorusi w grudniu 2003 r. przewidywały, że wystąpi do strony białoruskiej z notą w sprawie utworzenia tego przejścia. W 2004 r. rząd polski skierował do rządu białoruskiego notę dyplomatyczną dotyczącą powołania przejścia, ale pozostała ona bez odpowiedzi.